# North Stars du Minnesota
Pour les articles homonymes, voir North Star.
Les North Stars du Minnesota sont une ancienne franchise de hockey sur glace qui évolua dans la Ligue nationale de hockey de 1967 à 1993. Au terme de cette dernière saison, l'équipe fut transférée à Dallas pour devenir les Stars de Dallas. Ses couleurs, pour la majeure partie de son histoire, furent le vert, l'or, le blanc et le noir.
Son nom lui vient de la devise du Minnesota : « North Star State» (« l'État de l'étoile du nord »).
L'équipe jouait ses matchs locaux dans la patinoire Metropolitan Sports Center de Minneapolis. Elle ne remporta jamais la Coupe Stanley mais fut finaliste en 1981 et 1991. Leurs rivaux traditionnels étaient les Blackhawks de Chicago, de même que (mais dans une moindre mesure) les Red Wings de Détroit et les Blues de Saint-Louis.

## Historique

### Les débuts
En 1967, la Ligue nationale de hockey, après 25 saisons avec seulement six franchises, décide de doubler le nombre d’équipe et avant le début de la saison, une expansion a lieu et le Minnesota, connu pour son attirance pour le hockey, reçoit une des six nouvelles équipes.
Menés par une équipe dirigeante efficace, la nouvelle équipe joue ses matchs dans la patinoire du Metropolitan Sports Center dans la ville de Bloomington. Les premières équipes s’appuient sur les deux gardiens Lorne « Gump » Worsley et Cesare Maniago alors que le défenseur Ted Harris est la première vedette de l’équipe des North Stars. Les autres joueurs vedettes s’appellent alors : Bill Goldsworthy, Barry Gibbs, Jude Drouin, Jean-Paul Parisé, Danny Grant ou encore Dennis Hextall.
Dès leur première saison, les North Stars connaissent une tragédie quand le 13 janvier l’attaquant Bill Masterton lors d’un match contre les Seals d'Okland reçoit une mise en échec par Ron Harris. Masterton ne portant pas de casque et tombant en arrière, sa tête vient taper violemment la glace le plongeant dans un coma dont il ne sortira pas. Il meurt deux jours plus tard à l’âge de 29 ans. Il s’agit du premier décès de la LNH dû à une conséquence directe d’un match. En hommage, les North Stars décident que plus aucun joueur ne portera jamais le numéro 19 de Masterton et dès la saison suivante, la LNH décide de remettre chaque année le trophée Bill-Masterton au joueur de la saison démontrant le plus grand courage sportif et la plus belle persévérance.

### Des saisons en dents de scie
Au début des années 1970, alors que Worsley et Harris ont pris leur retraite, les North Stars commencent à avoir des difficultés dans le jeu ratant assez souvent la qualification pour les séries éliminatoires. Malgré tout en 1978, l’équipe est rachetée par les frères Gordon et George Gund, qui sont alors propriétaire d’une autre franchise de la LNH, les Barons de Cleveland. Les frères Gund ont alors reçu l’autorisation  exceptionnelle  de fusionner les franchises et décident de garder le nom des North Stars. Ainsi quelques joueurs de qualité vont rejoindre les North Stars dont le gardien Gilles Meloche et également les deux attaquants Al MacAdam et Mike Fidler.
De plus, lors du repêchage amateur de 1978, les North Stars choisissent au premier rang et repêchent Bobby Smith, lequel remportera le trophée Calder dès sa première saison. Dès lors, les résultats des North Stars s'améliorent d'année en année et ils atteignent en 1981 et pour la première fois de leur histoire la finale de la Coupe Stanley. Malheureusement, l’équipe s'inclinera contre les Islanders de New York qui commencent leur formidable dynastie.
Malheureusement, après cette belle saison, les années noires reviennent et à la fin des années 1980, les North Stars réalisent leur meilleur choix de repêchage en choisissant Mike Modano en 1988. Malgré tout, le public ne suivant pas, la franchise va mal financièrement et des rumeurs envoient l’équipe dans la région de San Francisco, contre les vœux des officiels de la ligue.

### La fusion puis la chute
Un compromis est trouvé avant le début de la saison 1990-1991, avec la promesse d’une nouvelle expansion de la LNH pour la saison suivante et les frères Gund recevant une nouvelle franchise qui est formée à partir de 1991 : l’équipe s’appellera les Sharks de San José.
Dans le même temps, le groupe d’investisseurs qui désirait emmener l’équipe dans la baie de San Francisco rachète la franchise pour environ 38,1 millions de dollars. Le groupe est composé de Howard Baldwin, Morris Belzberg et Norman Green, ce dernier possédant à lui seul 51 % de part dans la franchise puis 75 % avec le départ de Baldwin. En octobre 1990, finalement Green possède 100 % des parts de l’équipe après le départ de Belzberg.
Lors de cette saison 1990-1991, même si les North Stars réalisent un parcours très moyen, ils se qualifient pour les séries éliminatoires. Ils affrontent tout d’abord les Blackhawks de Chicago  puis les Blues de Saint-Louis. Les deux équipes sont écartées en six matchs chacune alors qu’elles ont été les deux meilleures équipes de la saison régulière. En finale de la conférence, les North Stars affrontent les champions en titre, les Oilers d'Edmonton. Ces derniers s’inclinent en cinq matchs et pour la seconde fois de son histoire, l’équipe parvient à la finale de la Coupe Stanley. L’adversaire est alors les Penguins de Pittsburgh dont l’effectif 1990-1991 est mené par Mario Lemieux. Les North Stars vont alors gagner deux des trois premiers matchs mais lors des matchs suivants, ils sont dépassés par les Penguins et lors du sixième et dernier match, les Penguins gagnent sur le score de 8 buts à 0. C’est le plus gros écart entre deux équipes lors d’un match de la finale de la Coupe Stanley depuis le 23 à 2 infligé par les Sénateurs d’Ottawa aux Nuggets de Dawson City en 1905.
Ce revers est le coup fatal pour les North Stars et finalement en 1993, la franchise déménage au Texas et prend le nom de Stars de Dallas.

## Identité de l'équipe

Logo utilisé de 1967 à 1985
Logo utilisé de 1985 à 1991
Logo utilisé de 1991 à 1993

## Saison après saison

### Saisons dans la LNH
| Saison    | PJ    | V   | D   | N   | Pts   | BP    | BC    | Pun    | Classement           | Séries éliminatoires                                  |
| --------- | ----- | --- | --- | --- | ----- | ----- | ----- | ------ | -------------------- | ----------------------------------------------------- |
| 1967-1968 | 74    | 27  | 32  | 15  | 69    | 191   | 226   | 738    | 4e division West     | 4-3 Los Angeles 3-4 St. Louis                         |
| 1968-1969 | 76    | 18  | 43  | 15  | 51    | 189   | 270   | 862    | 6e division West     | Non qualifiés                                         |
| 1969-1970 | 76    | 19  | 35  | 22  | 60    | 224   | 257   | 1 008  | 3e division West     | 2-4 St. Louis                                         |
| 1970-1971 | 78    | 28  | 34  | 16  | 72    | 191   | 223   | 898    | 4e division West     | 4-2 St. Louis 2-4 Montréal                            |
| 1971-1972 | 78    | 37  | 29  | 12  | 86    | 212   | 191   | 853    | 2e division West     | 3-4 St. Louis                                         |
| 1972-1973 | 78    | 37  | 30  | 11  | 85    | 254   | 230   | 881    | 3e division West     | 2-4 Philadelphie                                      |
| 1973-1974 | 78    | 23  | 38  | 17  | 63    | 235   | 275   | 821    | 7e division West     | Non qualifiés                                         |
| 1974-1975 | 80    | 23  | 50  | 7   | 53    | 221   | 341   | 1 106  | 4e division Smythe   | Non qualifiés                                         |
| 1975-1976 | 80    | 20  | 53  | 7   | 47    | 195   | 303   | 1 191  | 4e division Smythe   | Non qualifiés                                         |
| 1976-1977 | 80    | 23  | 39  | 18  | 64    | 240   | 310   | 774    | 2e division Smythe   | 0-2 Buffalo                                           |
| 1977-1978 | 80    | 18  | 53  | 9   | 45    | 218   | 325   | 1 096  | 5e division Smythe   | Non qualifiés                                         |
| 1978-1979 | 80    | 28  | 40  | 12  | 68    | 257   | 289   | 1 102  | 4e division Adams    | Non qualifiés                                         |
| 1979-1980 | 80    | 36  | 28  | 16  | 88    | 311   | 253   | 1 064  | 3e division Adams    | 3-0 Toronto 4-3 Montréal 1-4 Philadelphie             |
| 1980-1981 | 80    | 35  | 28  | 17  | 87    | 291   | 263   | 1 624  | 3e division Adams    | 3-0 Boston 4-1 Buffalo 4-2 Calgary 1-4 N.Y. Islanders |
| 1981-1982 | 80    | 37  | 23  | 20  | 94    | 346   | 288   | 1 358  | 1e division Norris   | 1-3 Chicago                                           |
| 1982-1983 | 80    | 40  | 24  | 16  | 96    | 321   | 290   | 1 520  | 2e division Norris   | 3-1 Toronto 1-4 Chicago                               |
| 1983-1984 | 80    | 39  | 31  | 10  | 88    | 345   | 344   | 1 696  | 1e division Norris   | 3-2 Chicago 4-3 St. Louis 0-4 Edmonton                |
| 1984-1985 | 80    | 25  | 43  | 12  | 62    | 268   | 321   | 1 735  | 4e division Norris   | 3-0 St. Louis 2-4 Chicago                             |
| 1985-1986 | 80    | 38  | 33  | 9   | 85    | 327   | 305   | 1 672  | 2e division Norris   | 2-3 St. Louis                                         |
| 1986-1987 | 80    | 30  | 40  | 10  | 70    | 296   | 314   | 1 936  | 5e division Norris   | Non qualifiés                                         |
| 1987-1988 | 80    | 19  | 48  | 13  | 51    | 242   | 349   | 2 313  | 5e division Norris   | Non qualifiés                                         |
| 1988-1989 | 80    | 27  | 37  | 16  | 70    | 258   | 278   | 1 972  | 3e division Norris   | 1-4 St. Louis                                         |
| 1989-1990 | 80    | 36  | 40  | 4   | 76    | 284   | 291   | 2 041  | 4e division Norris   | 3-4 Chicago                                           |
| 1990-1991 | 80    | 27  | 39  | 14  | 68    | 256   | 266   | 1 964  | 4e division Norris   | 4-2 Chicago 4-2 St. Louis 4-1 Edmonton 2-4 Pittsburgh |
| 1991-1992 | 80    | 32  | 42  | 6   | 70    | 246   | 278   | 2 169  | 4e division Norris   | 3-4 Détroit                                           |
| 1992-1993 | 84    | 36  | 38  | 10  | 82    | 272   | 293   | 1 885  | 5e division Norris   | Non qualifiés                                         |
| Totaux    | 2 062 | 758 | 970 | 334 | 1 850 | 6 690 | 7 373 | 36 279 | 2 titres de division | 15 qualifications en série                            |

### Matchs contre l'Association mondiale de hockey
Entre 1972 et 1978, les North Stars ont joué des matchs contre certaines franchises de l'Association mondiale de hockey, l'autre ligue majeur des années 1970. Malgré tout, les North Stars ne jouèrent pas contre l'autre équipe professionnelle du Minnesota, les Fighting Saints du Minnesota. Ils jouèrent les matchs suivants :
| 1974 - Toros de Toronto 3 - 5 North Stars 1977 - Jets de Winnipeg 1 - 2 North Stars - Jets de Winnipeg 4 - 3 North Stars | 1978 - Nordiques de Québec 5 - 2 North Stars - Oilers d'Edmonton 4 - 2 North Stars - Jets de Winnipeg 5 - 5 North Stars - Oilers d'Edmonton 3 - 9 North Stars - Jets de Winnipeg 6 - 5 North Stars |

## Personnalités de la franchise
Cette section présente les meilleurs joueurs, les entraîneurs, les choix de première ronde des North Stars et les joueurs qui ont marqué l'histoire des North Stars.

### Membres du Temple de la renommée
Cette section présente les joueurs importants dans l’histoire des North Stars qui ont acquis une des plus belles récompense dans la LNH, l’accès au Temple de la renommée du hockey. Pour être admis au Temple de la renommée, le dossier de chaque pétitionnaire doit passer devant dix-huit membres du comité et recevoir au moins les trois-quarts des votes (quinze membres) . Chaque année, sont admis au maximum :
- quatre joueurs,
- deux bâtisseurs. Cette catégorie correspond aux personnes qui ne jouent pas directement au hockey mais ont un impact significatif sur le hockey. Il peut s’agir d’entraîneurs, de présidents, de propriétaires de franchises ou encore de personnalités des médias.
- un arbitre ou juge de ligne.

Pour les joueurs, l’arbitre ou juge de ligne, la personne doit avoir pris sa retraite de sa carrière en glace depuis au moins trois ans. Dans le passé, il y a eu des exceptions pour les joueurs dotés d’un talent exceptionnel qui, selon le comité, méritaient d’être intronisés avant les trois années règlementaires. Cela a été le cas pour une dizaine de joueurs.
Gump Worsley est sûrement le membre du Temple de la renommée du hockey le plus représentatif des North Stars. Ainsi entre 1969 et 1974, il joue dans les buts de la franchise et il est admis au temple en 1980.
Les autres joueurs des North Stars à faire partie du temple sont les suivants :
- Leo Boivin, ancien défenseur a joué la saison 1969-1970 avec Minnesota et admis au temple en 1986[12]
- Mike Gartner et Larry Murphy, ont également joué une saison en 1989-1990 pour les North Stars. Gartner est admis en 2001[13] et Murphy en 2004[14].

### Capitaines de l’équipe
La liste ci-dessous reprend l’ensemble des capitaines des North Stars depuis sa première saison en 1967 et jusqu’à sa dernière en 1993.
- Bob Woytowich 1967-1968
- Elmer Vasko 1968-1969
- Claude Larose 1969-1970
- Ted Harris 1970-1974
- Bill Goldsworthy 1974-1976
- Bill Hogaboam 1976-1977
- Nick Beverley 1977-1978

- Jean-Paul Parisé 1978-1979
- Paul Shmyr 1979-1981
- Tim Young 1981-1982
- Craig Hartsburg 1982-1989
- Brian Bellows 1984
- Curt Giles 1989-1991
- Mark Tinordi 1991-1993

### Maillots retirés
Deux numéros des North Stars joueurs ont été retirés par l’organisation à la suite de leur carrière au sein de l’équipe. Le premier numéro retiré, le 19, a été celui de Bill Masterton mort des suites d’une mise en échec en 1968. Le second numéro a été le numéro 8 de Bill Goldsworthy ailier droit du Minnesota les dix premières saisons.
Une fois la franchise déménagée au Texas, le numéro 7 a été retiré par les Stars de Dallas en l’hommage de Neal Broten joueur de l’équipe entre 1981 et 1993.

### Choix de premier tour
Comme des joueurs, les choix de repêchage se négocient en période de transferts, il se peut donc qu'une équipe libère un ou plusieurs choix de repêchage contre un joueur d'une franchise concurrente. Ainsi certaines saisons, par exemple en 1970, les Norths Stars n'avaient plus de choix au premier tour.
Lors des repêchages de la LNH, les joueurs suivants ont été choisis par l’équipe :
| Année | Nom du joueur                | Rang                         | Équipe mineure (ligue)                                       |      | Année                        | Nom du joueur                | Rang                           | Équipe mineure (ligue) |
| ----- | ---------------------------- | ---------------------------- | ------------------------------------------------------------ | ---- | ---------------------------- | ---------------------------- | ------------------------------ | ---------------------- |
| 1967  | Wayne Cheesman               | 4e choix                     | Whitby Jr. B                                                 | 1968 | Jim Benzelock                | 5e choix                     | Jets de Winnipeg (LHOu)        |                        |
| 1969  | Dick Redmond                 | 5e choix                     | Black Hawks de St. Catharines (AHO)                          | 1970 | Pas de choix de premier tour | Pas de choix de premier tour | Pas de choix de premier tour   |                        |
| 1971  | Pas de choix de premier tour | Pas de choix de premier tour | Pas de choix de premier tour                                 | 1972 | Jerry Byers                  | 12e choix                    | Rangers de Kitchener (OHA)     |                        |
| 1973  | Pas de choix de premier tour | Pas de choix de premier tour | Pas de choix de premier tour                                 | 1974 | Doug Hicks                   | 6e choix                     | Bombers de Flin Flon (WHL)     |                        |
| 1975  | Bryan Maxwell                | 4e choix                     | Tigers de Medicine Hat (WHL)                                 | 1976 | Glen Sharpley                | 3e choix                     | Festivals de Hull (LHJMQ)      |                        |
| 1977  | Brad Maxwell                 | 7e choix                     | Bruins de New Westminster (WHL)                              | 1978 | Bobby Smith                  | 1er choix                    | 67 d'Ottawa (AHO)              |                        |
| 1979  | Craig Hartsburg Tom McCarthy | 6e choix 10e choix           | Greyhounds de Sault Ste. Marie (AHO) Generals d'Oshawa (AHO) | 1980 | Brad Palmer                  | 16e choix                    | Cougars de Victoria (WHL)      |                        |
| 1981  | Ron Meighan                  | 13e choix                    | Flyers de Niagara Falls (AHO)                                | 1982 | Brian Bellows                | 2e choix                     | Rangers de Kitchener (OHL)     |                        |
| 1983  | Brian Lawton                 | 1er choix                    | Mount Saint Charles Academy (HS)                             | 1984 | David Quinn                  | 13e choix                    | Kent                           |                        |
| 1985  | Pas de choix de premier tour | Pas de choix de premier tour | Pas de choix de premier tour                                 | 1986 | Warren Babe                  | 12e choix                    | Broncos de Lethbridge (WHL)    |                        |
| 1987  | Dave Archibald               | 6e choix                     | Winter Hawks de Portland (WHL)                               | 1988 | Mike Modano                  | 1er choix                    | Raiders de Prince Albert (WHL) |                        |
| 1989  | Doug Zmolek                  | 7e choix                     | Marshall de Rochester (HS)                                   | 1990 | Derian Hatcher               | 8e choix                     | Centennials de North Bay       |                        |
| 1991  | Richard Matvichuk            | 8e choix                     | Blades de Saskatoon (WHL)                                    | 1992 | Pas de choix de premier tour | Pas de choix de premier tour | Pas de choix de premier tour   |                        |

### Entraîneurs-chefs
| No | Nom              | Premier match    | Dernier match    | Saison régulière | Saison régulière | Saison régulière | Saison régulière | Saison régulière | Saison régulière | Séries éliminatoires | Séries éliminatoires | Séries éliminatoires | Séries éliminatoires | Remarques   |
| No | Nom              | Premier match    | Dernier match    | PJ               | V                | D                | N                | P                | % V              | PJ                   | V                    | D                    | % V                  | Remarques   |
| -- | ---------------- | ---------------- | ---------------- | ---------------- | ---------------- | ---------------- | ---------------- | ---------------- | ---------------- | -------------------- | -------------------- | -------------------- | -------------------- | ----------- |
| 1  | Wren Blair       | 11 octobre 1967  | 3 novembre 1968  | 84               | 30               | 38               | 16               | 76               | 45,2             | 14                   | 7                    | 7                    | 50,0                 |             |
| 2  | John Muckler     | 6 novembre 1968  | 16 janvier 1969  | 35               | 6                | 23               | 6                | 18               | 25,7             | -                    | -                    | -                    | -                    |             |
| 3  | Wren Blair       | 23 janvier 1969  | 27 décembre 1969 | 63               | 18               | 27               | 18               | 54               | 42,9             | -                    | -                    | -                    | -                    |             |
| 4  | Charlie Burns    | 30 décembre 1969 | 16 avril 1970    | 44               | 10               | 22               | 12               | 32               | 36,4             | 6                    | 2                    | 4                    | 33,3                 |             |
| 5  | Jack Gordon      | 10 octobre 1970  | 17 novembre 1973 | 251              | 105              | 101              | 45               | 255              | 50,8             | 25                   | 11                   | 14                   | 44,0                 |             |
| 6  | Parker MacDonald | 6 janvier 1975   | 7 avril 1974     | 61               | 20               | 30               | 11               | 51               | 41,8             | -                    | -                    | -                    | -                    |             |
| 7  | Jack Gordon      | 9 octobre 1974   | 4 janvier 1975   | 38               | 11               | 22               | 5                | 27               | 35,5             | -                    | -                    | -                    | -                    |             |
| 8  | Charlie Burns    | 6 janvier 1975   | 6 avril 1975     | 42               | 12               | 28               | 2                | 26               | 31,0             | -                    | -                    | -                    | -                    |             |
| 9  | Ted Harris       | 8 octobre 1975   | 23 novembre 1977 | 179              | 48               | 104              | 27               | 123              | 34,4             | 2                    | 0                    | 2                    | 0,0                  |             |
| 10 | André Beaulieu   | 26 novembre 1977 | 8 février 1978   | 32               | 6                | 23               | 3                | 15               | 23,4             | -                    | -                    | -                    | -                    |             |
| 11 | Lou Nanne        | 11 février 1978  | 9 avril 1978     | 29               | 7                | 18               | 4                | 18               | 31,0             | -                    | -                    | -                    | -                    |             |
| 12 | Harry Howell     | 11 octobre 1978  | 7 novembre 1978  | 11               | 3                | 6                | 2                | 8                | 36,4             | -                    | -                    | -                    | -                    |             |
| 13 | Glen Sonmor      | 8 novembre 1978  | 12 janvier 1983  | 352              | 155              | 125              | 72               | 382              | 54,3             | 38                   | 21                   | 17                   | 55,3                 |             |
| 14 | Murray Oliver    | 13 janvier 1983  | 20 avril 1983    | 37               | 18               | 12               | 7                | 43               | 58,1             | 9                    | 4                    | 5                    | 44,4                 |             |
| 15 | Bill Mahoney     | 5 octobre 1983   | 7 novembre 1984  | 93               | 42               | 39               | 12               | 96               | 51,6             | 16                   | 7                    | 9                    | 43,8                 |             |
| 16 | Glen Sonmor      | 10 novembre 1984 | 30 avril 1985    | 67               | 22               | 35               | 10               | 54               | 40,3             | 9                    | 5                    | 4                    | 55,6                 |             |
| 17 | Lorne Henning    | 10 octobre 1985  | 30 mars 1987     | 158              | 68               | 72               | 18               | 154              | 48,7             | 5                    | 2                    | 3                    | 40,0                 |             |
| 18 | Glen Sonmor      | 1er avril 1987   | 4 avril 1987     | 2                | 0                | 1                | 1                | 1                | 25,0             | -                    | -                    | -                    | -                    |             |
| 19 | Herb Brooks      | 8 octobre 1987   | 3 avril 1988     | 80               | 19               | 48               | 13               | 51               | 31,9             | -                    | -                    | -                    | -                    |             |
| 20 | Pierre Pagé      | 6 octobre 1988   | 16 avril 1990    | 160              | 63               | 77               | 20               | 146              | 45,6             | 12                   | 4                    | 8                    | 33,3                 |             |
| 21 | Bob Gainey       | 4 octobre 1990   | 8 janvier 1996*  | 244              | 95               | 119              | 30               | 220              | 45,1             | 30                   | 17                   | 13                   | 56,7                 | Finale 1991 |

* Encore en poste lors du déménagement de la franchise à Dallas

### Directeurs généraux
| No | Nom           | Engagement      | Départ           | Remarques   |   |            |            |               |  |
| -- | ------------- | --------------- | ---------------- | ----------- | - | ---------- | ---------- | ------------- |  |
| No | Nom           | Engagement      | Départ           | Remarques   | 1 | Wren Blair | 2 mai 1966 | 19 avril 1974 |  |
| 2  | Jack Gordon   | 25 avril 1974   | 10 février 1978  |             |   |            |            |               |  |
| 3  | Lou Nanne     | 10 février 1978 | 14 juin 1988     |             |   |            |            |               |  |
| 4  | Jack Ferreira | 14 juin 1988    | 9 mai 1990       |             |   |            |            |               |  |
| 5  | Bob Clarke    | 8 juin 1990     | 20 juin 1992     |             |   |            |            |               |  |
| 6  | Bob Gainey    | 20 juin 1992    | 25 janvier 2002* | Finale 1991 |   |            |            |               |  |

* Encore en poste lors du déménagement de la franchise à Dallas

## Trophées et records

### Trophées individuels
Les joueurs suivants ont gagné des trophées de la LNH :
- Al MacAdam remporte le trophée Bill-Masterton, pour son courage et sa ténacité. Il gagne ce trophée au nom d'un ancien joueur des North Stars en 1980.
- Danny Grant et Bobby Smith remportent tous deux le trophée Calder donné à la meilleure recrue de la saison en 1969 et 1979, respectivement[20].

En 1990, Mike Modano aurait pu être le troisième North Stars à recevoir le trophée Calder mais il perd la lutte contre Makarov joueur international russe qui vient de faire sa première saison dans la LNH mais joue au hockey sur glace de manière professionnelle en Russie depuis près de 10 ans, a déjà été élu à plusieurs reprises meilleur joueur du championnat russe et a gagné de nombreuses médailles d'or avec l'URSS. Depuis cet épisode, une limite d'âge à 25 ans est fixée pour le récipiendaire du trophée de la meilleure recrue.

### Trophées d'équipe
En fait de trophées d'équipe, les North Stars n'ont remporté que le trophée Clarence-S.-Campbell de l'équipe championne de l'association homonyme à l'issue des finales de conférence des séries éliminatoires en 1991.

### Records de la franchise
Dino Ciccarelli est un des joueurs qui aura le plus marqué la franchise avec le plus grand nombre de buts, 55 en 1981-1982 (il est plus tard égalé par Brian Bellows en 1989-1990), le plus de but en supériorité numérique, 22 en 1986-1987, le plus de premier but lors d'un match, réalisé à 17 reprises ainsi que le plus grand nombre de buts pour un joueur lors d'un match pour sa première saison. Il inscrit ainsi quatre buts contre les Red Wings de Détroit en 1981.
Le meilleur pointeur de l'histoire de la franchise est Bobby Smith avec 114 points en 1981-1982. Basil McRae est le joueur le plus pénalisé sur une saison avec 382 minutes de pénalité en 1987-1988.
Au niveau des gardiens de but, Cesare Maniago est celui qui aura réalisé le plus de matchs en une saison avec 64 matchs en 1968-1969 et il aura également le plus grand nombre de blanchissage lors de la première saison de l'équipe en empêchant à six reprises les adversaires d'inscrire le moindre but.

### Sources
- (en) Cet article est partiellement ou en totalité issu de l’article de Wikipédia en anglais intitulé « Minnesota North Stars » (voir la liste des auteurs).